# Omben (plaats)
Omben is een bestuurslaag in het regentschap Sampang van de provincie Oost-Java, Indonesië. Omben telt 5423 inwoners (volkstelling 2010).